# Baalbek

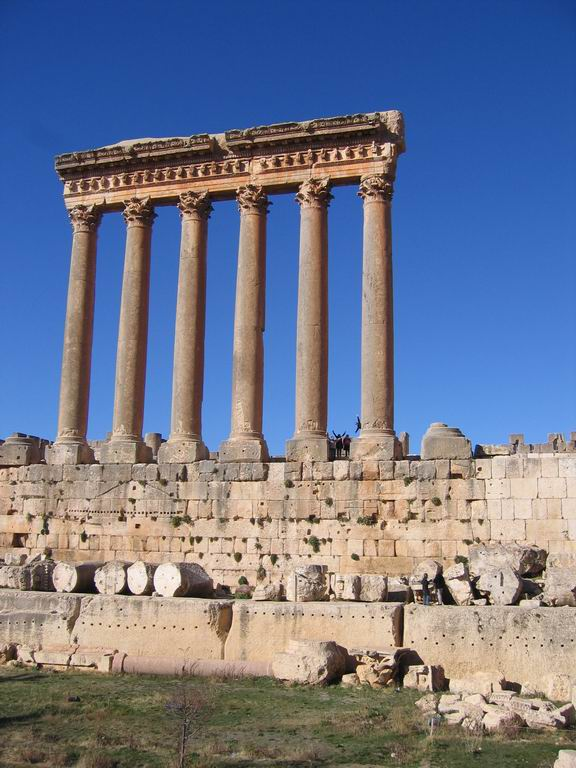
Der Jupitertempel mit Podium, das die drei größten je verbauten Steine der Welt enthält

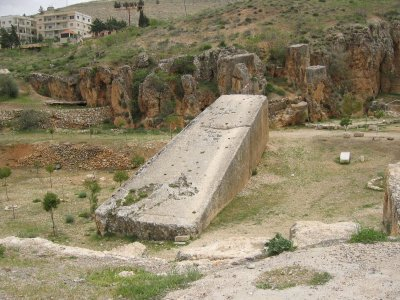
Der drittgrößte bekannte Baustein der Welt, der Stein der schwangeren Frau

Baalbek (auch Baalbeck, arabisch بعلبك, DMG Baʿlabakk) ist eine Provinzhauptstadt im Libanon mit zirka 80.000 Einwohnern und ein wichtiges Zentrum der Bekaa-Ebene. Der Ort ist seit dem 8. Jahrtausend v. Chr. besiedelt, in römischer Zeit lautete sein Name Colonia Heliopolis. Berühmt ist Baalbek für seine gewaltigen Tempelanlagen, darunter die imposante Ruine des Jupiterheiligtums, eine der größten sakralen Anlagen des Römischen Reichs, sowie weitere römische Tempel. Die sechs noch stehenden Säulen des Jupitertempels sind das Wahrzeichen Baalbeks und – neben der Zeder – ein Wahrzeichen des gesamten Libanon. Die Tempelanlagen und die Altstadt von Baalbek gehören seit 1984 zum Weltkulturerbe der UNESCO.

## Geschichte

### Vorgeschichte
Die Besiedlung Baalbeks kann bis in das präkeramische Neolithikum (PPNB) zurückverfolgt werden. Der Siedlungshügel (Tell), der vom Altarhof des römischen Jupiterheiligtums eingefasst ist, beinhaltet Zeugnisse, vor allem Steinwerkzeuge, aber auch organische Reste, die bis in das 8. Jahrtausend v. Chr. datiert werden können. Anhand der Keramik lässt sich eine durchgehende Besiedlung beobachten.

Panorama

Der Name Baalbek stammt möglicherweise bereits aus der vorantiken phönizisch-kanaanäischen Periode und lässt sich als „Herr (oder Gott) der (wasserreichen) Ebene“ (gemeint ist hier die Bekaa-Ebene) deuten. Er findet sich jedoch weder in vorantiken noch in antiken Schriftzeugnissen, sondern taucht erstmals im frühen 5. Jahrhundert n. Chr. in einer syrischen Kopie der Theophanie des Bischofs Eusebius von Caesarea und dann wieder auf Münzen aus ummayadischer Zeit auf. Heliopolis bedeutet „Sonnenstadt“ und ist mit einiger Wahrscheinlichkeit vom ägyptischen Heliopolis übernommen. Da es sich um ein griechisches Wort handelt, wird angenommen, dass dieser Name aus hellenistischer Zeit, wohl dem 3. Jahrhundert v. Chr. stammt, als die Landschaft Koilesyria, „das hohle Syrien“, unter der Herrschaft der Ptolemäer stand.

### Römische Epoche
Im Jahr 63 v. Chr. zog der römische Feldherr Gnaeus Pompeius Magnus auf seinem Weg von Apameia nach Damaskus durch Heliopolis. Der Bericht des jüdischen Historikers Flavius Josephus verzeichnet das erste historische Ereignis, welches mit Baalbek in Verbindung gebracht werden kann. Die erste Erwähnung dagegen findet sich um die Zeitenwende bei Strabon. Seinem Bericht ist zu entnehmen, dass Baalbek damals noch zum Territorium der im Jahr 15 v. Chr. eingerichteten Colonia Iulia Augusta Felix Berytus, dem heutigen Beirut, gehörte. Auf Münzen und Inschriften ist für Baalbek wenig später dann, analog zu Beirut, der Name Colonia Iulia Augusta Felix Heliopolis bezeugt. Angesiedelt wurden Veteranen der Legio VIII Augusta und der Legio V Macedonia. Weder bei Strabon oder Flavius Josephus noch bei Plinius oder Claudius Ptolemäus, die ebenfalls Heliopolis erwähnen, ist die Stadt als eigenständige Colonia benannt; auch über die Stadt selbst, ihre Bauten und ihre Geschichte, wird nichts berichtet.
Nach dem Zeugnis des spätantiken Autors Macrobius Ambrosius Theodosius ließ sich Kaiser Trajan vor seinem Partherzug, also wohl im Jahr 114 nach Christus, ein Orakel von Jupiter Optimus Maximus Heliopolitanus, dem Hauptgott von Baalbek, geben. Um den Gott aber zuvor zu prüfen, schickte er angeblich einen leeren, versiegelten Brief nach Baalbek. Als der Kaiser einen ebenfalls leeren Brief zurückbekam, war er, wie es heißt, von der Macht des Gottes überzeugt und fragte wiederum schriftlich nach dem Erfolg seines Feldzugs gegen die Parther. Er bekam als Antwort den in Stücke zerbrochenen Weinstock eines römischen Zenturios, eine Weihgabe, zurück. Diese mysteriöse Antwort wurde laut Macrobius dahingehend interpretiert, dass nur die Knochen Trajans zurückkehren würden, und richtig starb der Kaiser auf dem Rückweg vom Feldzug im Jahr 117 n. Chr. Die meisten Historiker halten die Geschichte allerdings für eine Erfindung, denn Macrobius lebte fast drei Jahrhunderte nach den angeblichen Ereignissen. Die Erzählung belegt daher vor allem, dass das Orakel von Baalbek noch im 4. Jahrhundert bei den Nichtchristen einen guten Ruf genoss.
Wahrscheinlich wurde die Stadt erst um das Jahr 200 wirklich bedeutend. Der römische Jurist Ulpian berichtet zu Beginn des 3. Jahrhunderts nach Christus, dass Baalbek nach dem Sieg des Kaisers Septimius Severus über seinen Rivalen Pescennius Niger im Jahr 194/5 das ius italicum verliehen bekam, was einer Steuerbefreiung der Stadt gleichkam, die nun wie ein Ort in Italien behandelt wurde. Zugleich setzte unter Severus die Münzprägung in Baalbek ein, die mit Unterbrechungen bis unter Kaiser Gallienus lief. Diese Ehrungen zeigen, dass sich Baalbek im Bürgerkrieg auf der Seite des Severus befunden hatte und dafür reich belohnt wurde. Nun nahm es einen raschen Aufschwung. Auf den Münzen des 3. Jahrhunderts zeigen sich oft Preiskronen mit der Beischrift Certamen Sacrum Capitolinum Oecomenicum Iselasticum Heliopolitanum („heilige und reichsweite Spiele nach Capitolinischen Regeln“); es handelte sich um Wettkämpfe, deren Sieger das Recht auf einen feierlichen Einzug in ihre Heimatstadt hatten.
Unter Kaiser Konstantin I. wurde in Baalbek vermutlich eine erste Kirche gebaut, deren Standort unbekannt ist; es ist möglich, dass sie während der heidnischen Reaktion unter Kaiser Julian Apostata wieder zerstört wurde. Doch erst das Edikt von Kaiser Theodosius I. erlaubte es den Christen, eine Basilika im Altarhof zu errichten. Zu diesem Zweck wurden Teile des Jupitertempels und der beiden Turmaltäre mitverbaut. Der Tempel war also schon teilweise beschädigt, auch durch gewaltsame Zerstörungen. Die Reste dieser Kirche standen bis 1935. Der Rundtempel wurde nach einer längeren Phase ohne Kultaktivität in eine Kirche zu Ehren der heiligen Barbara umgewandelt.
Dennoch blieben die Tempel aktiv; erst 554 soll das Heiligtum des Sol Invictus Mithras nach einem Blitzschlag ausgebrannt und aufgegeben worden sein. Denn allgemein ist in Baalbek das Heidentum sehr langlebig gewesen. Es gibt eine ganze Reihe von Berichten, die Märtyrer und immer wieder Missionsversuche erwähnen. Sehr lange bildeten Nichtchristen hier, ähnlich wie in Harran, die Mehrheit. Ab dem 5. Jahrhundert sind zwar Bischöfe aus Baalbek bezeugt; ein Nonnos ist unsicher, ein Joseph und ein Petrus sind sicher 445 und 451 auf Synoden in Antiochia bezeugt. Doch noch im fünften und 6. Jahrhundert ist von Kämpfen gegen Heiden in Baalbek die Rede. So ließ Kaiser Tiberios I. noch 579 einen Aufstand der Altgläubigen, die die christliche Minderheit in Baalbek bedrängt haben sollen, blutig niederschlagen.

#### Die römischen Bauten

##### Die Tempel
Das monumentale Heiligtum des Jupiter Optimus Maximus Heliopolitanus, der sogenannte Bacchustempel und der kleine Rundtempel sind prägend für Baalbek. Bis heute Anziehungspunkt für den Tourismus und wichtiges Exempel der römischen Architektur für die Altertumsforschung, dominierten die Bauten und die aus ihnen geformte mittelalterliche Burg die Stadt 2000 Jahre lang. Ein weiterer Tempel, der dem Merkur geweiht war, ist vollständig zerstört. Direkt vor dem Rundtempel wurde in den 1960er Jahren ein Pseudoperipteros ausgegraben.

##### Die Thermen
Südwestlich des Jupiterheiligtums befindet sich das Gelände des sogenannten Bustan al-Khan (Garten der Karawanserei). Dort fanden in den sechziger und siebziger Jahren des 20. Jahrhunderts umfangreiche Ausgrabungs- und Restaurierungsarbeiten der libanesischen Antikenverwaltung statt. Dabei wurden Teile einer großen Thermenanlage aus dem 2. Jahrhundert n. Chr. freigelegt, deren Portikus wieder aufgestellt wurde. Direkt daneben fand man einen großen Peristylhof, der als Podiensaal, als große Bankettanlage, interpretiert wird.

##### Weitere Bauten
Es gibt eine Reihe weiterer antiker Bauten in Baalbek. Unter dem Hotel Palmyra befinden sich Reste des römischen Theaters. Im Quellbecken von Ras al-Ain befindet sich der Unterbau eines weiteren kleinen Tempels. In der Mauer einer ehemaligen Kaserne nordöstlich des Jupiterheiligtums ist ein römischer Torbau integriert. Im Stadtgebiet fanden sich bei Bauarbeiten immer wieder Reste von Mosaiken, die auf eine Wohnbebauung hinweisen.

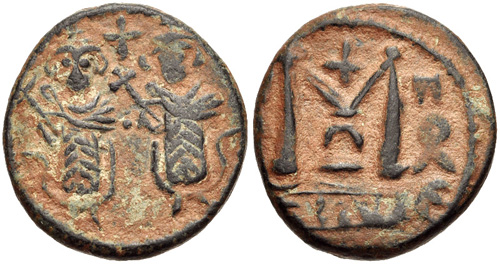
Aus der Umayyaden-Zeit stammende byzantinisch-arabische Kupfermünze (fals), auf deren Revers sowohl der antike als auch der arabische Name des Prägeortes angegeben ist: rechts ist (von oben nach unten verlaufend) noch ΠΟΛΕ zu erkennen (links stand ΗΛΙΟ), unter dem Wertzeichen M (= 40 Nummi) findet sich der Kufi-Schriftzug.

### Arabische Epoche
Im September des Jahres 636 eroberte der arabische Feldherr Abu Ubaida Baalbek, ohne auf nennenswerten Widerstand zu stoßen. Er stellte der Bevölkerung von Baalbek einen Schutzbrief aus, sodass sich zunächst keine wesentlichen Veränderungen für die Stadt und die Bevölkerung ergaben. Ein christlicher Bevölkerungsanteil Baalbeks lässt sich durch Bischofslisten ab dem 11. Jahrhundert belegen.
Im 10. Jahrhundert gehörte Baalbek zunächst den Uqail-Beduinen. Im Jahr 975 musste Zalim ibn Mauhub, der Häuptling der Uqail, die Stadt an den türkischen Militärführer Alp-Tigin abtreten, der sie schließlich an die Fatimiden von Ägypten verlor. Diese mussten Baalbek gegen die Byzantiner verteidigen und ernannten unter anderem Anusch-Tigin ad-Duzbiri zum Kommandanten der Stadt, bevor Baalbek im frühen 11. Jahrhundert vorübergehend an die Mirdasiden (Banu Kilab) fiel. Im Jahre 1075 geriet die Stadt unter seldschukische Kontrolle. 1139 eroberte der türkische Atabeg Zengi Baalbek und ernannte den Kurden Nadschmuddin Ayyub zum Gouverneur der Stadt und ihres Umlandes. Dessen Sohn Saladin wuchs dort auf. Im zwölften und 13. Jahrhundert wurden das Jupiterheiligtum und der Bacchustempel zusammengefasst und zu einer Zitadelle ausgebaut. Dabei wurden die Propyläen, der ehemalige Eingang zum Heiligtum, geschlossen.
Die arabischen Quellen beschreiben Baalbek in der Regel als reiche, schöne und vor allem fruchtbare Stadt. In den Märchen aus Tausendundeiner Nacht werden Süßigkeiten aus Baalbek gerühmt. 1260 wurde Baalbek von den Mongolen erobert; im Zuge des mamlukischen Gegenschlages geriet die Stadt dann unter deren Herrschaft.

### Osmanische Epoche
1517 wurde Baalbek von den Osmanen erobert. Vom Anfang des 17. Jahrhunderts bis 1851 war es vor allem die schiitische Familie Harfusch, die Baalbek beherrschte. In dieser Zeit ging die Größe und Bedeutung der Stadt rapide zurück, und im 19. Jahrhundert war Baalbek kaum mehr als ein Dorf. Die Ruinen von Baalbek waren seit dem 17. Jahrhundert ein beliebtes Reiseziel der europäischen Oberschicht. Einige Besucher Baalbeks fertigten Zeichnungen und Stiche an, so dass sich die Kenntnis der Stätte rasch verbreitete. Bis 1759 standen vom Jupitertempel noch neun Säulen aufrecht, wie sie von Robert Wood noch gezeichnet wurden. Dann warf ein großes Erdbeben drei von ihnen um. Am 10. und 11. November 1898 besuchte der deutsche Kaiser Wilhelm II. während seiner Orientreise die Ruinen von Baalbek. Er war so beeindruckt, dass er sofort eine Ausgrabung in Auftrag gab. Nach Genehmigung durch die türkischen Behörden war Robert Koldewey schon Weihnachten 1898 vor Ort, um eine erste Einschätzung über Ziele und Aufwand der geplanten Grabung zu erarbeiten. Unter der Leitung von Otto Puchstein wurde schließlich zwischen 1900 und 1905 das Heiligtum von den Verschüttungen befreit und archäologisch untersucht.

## Gegenwart

### Internationales Festival von Baalbek
1955 fand in den antiken Tempelruinen von Baalbek erstmals ein Kulturfestival statt, das 1956 vom libanesischen Staatspräsident Camille Chamoun als staatliche Kulturinstitution organisiert wurde und seither alljährlich (mit einer kriegsbedingten Unterbrechung von 1975 bis 1996) im Juli und August unter dem Namen International Festival of Baalbek stattfindet. Vor einem Publikum von jährlich bis zu 40.000 Besuchern finden Theater- und Ballettaufführungen sowie Konzerte im Bereich Klassische Musik, World Music, Jazz, Pop und Rock statt. Es ist das bedeutendste Kulturfestival des Nahen Ostens.
Zu den Höhepunkten gehörten die jährlichen Auftritte der libanesischen Sängerin Fairuz von 1957 bis 1973 sowie 1998 und 2006 und anderer arabischer Gesangsstars wie Umm Kulthum (1966), Warda (2005), Sabah, Marcel Khalife (2000, 2015 und 2019) und Mika (2016) sowie Auftritte vieler westlicher Künstler, darunter
die Solisten Joan Baez (1974), Ella Fitzgerald (1971), Miles Davis (1973), Charles Mingus (1974), Nina Simone (1998), Charles Aznavour (1999), Sting (2001), Gilberto Gil (2002), Johnny Hallyday (2003), Plácido Domingo (2004), Jessye Norman (2012) und Jean Michel Jarre (2016), die Musikgruppen Massive Attack (2004) und Deep Purple (2009), die New Yorker Philharmoniker (1959), das Stuttgarter Kammerorchester (1960) und die Comédie-Française (1961) sowie das Royal Ballet aus London (1961 mit Margot Fonteyn, 1964 mit Fonteyne und Rudolf Nurejew), das Bolschoi-Ballett (1971), das Stuttgarter Ballett und das Béjart Ballet Lausanne.
Die malerisch ausgeleuchteten imposanten Ruinen boten verschiedene Spielorte für jeweils 700 (im Inneren des Bacchus-Tempel) bzw. 2000 bis 4500 Zuschauer (auf den Stufen des Jupiter-Tempels und des Bacchus-Tempels sowie zwischen Jupiter- und Bacchus-Tempel).

## Persönlichkeiten
- Mahmoud Dabdoub (* 1958), libanesisch-deutscher Fotograf
- Darine Hamze (* 1979), Schauspielerin, Regisseurin und Filmproduzentin